# سور شفيع لات (شبخوسلات)
سور شفیع لات (بالفارسية: سورشفیع لات) هي قرية تقع في إيران في قسم شبخوسلات الريفي. يقدر عدد سكانها بـ 369 نسمة بحسب إحصاء 2016.